# BC Žalgiris
BC Žalgiris Kaunas (Basketball Club Žalgiris, litevsky: Krepšinio klubas Žalgiris) je profesionální basketbalový klub z města Kaunas v Litvě. Založen byl v roce 1944, čímž je jedním z nejstarších basketbalových klubů v Evropě. Hraje domácí ligu Lietuvos krepšinio lyga (LKL, litevská basketbalová liga) a mezinárodní VTB United League a Euroligu. Je držitelem 23 litevských titulů a jednoho titulu z Euroligy. Žalgiris je jedním z 11 evropských klubů, které jsou držiteli dlouhodobých licencí v Eurolize, což zajišťuje zaručené místo v základní části této ligy. Od sezóny 2011-2012 hraje Žalgiris své domácí utkání na novém stadionu Žalgiris Arena s kapacitou 15 415 diváků kde se hrálo i Mistrovství Evropy v basketbale mužů 2011. Klubové barvy jsou zelená a bílá.
Pojmenování klubu odkazuje k historické události z roku 1410, bitva u Grunwaldu (u Žalgirisu).
Za Žalgiris odehrál po svém návratu z NBA do Evropy 2 sezóny i Jiří Zídek a hned ve své první sezóně pomohl k vítězství v Eurolize.

## Úspěchy
Tým vyhrál 23x litevskou ligu, 6x litevský pohár, 5x sovětskou ligu, 1x sovětský pohár, Interkontinentální pohár FIBA 1986, Saportův pohár 1998 a Euroligu 1999.

## Významní hráči
Arvydas Sabonis, Šarūnas Jasikevičius, Donatas Motiejūnas, Mindaugas Kuzminskas, Darius Songaila, Martynas Andriuškevičius, Žydrūnas Ilgauskas, Arnoldas Kulboka.

## Významní trenéři
Vladas Garastas, Jonáš Kazlauskas, Šarūnas Jasikevičius